# Antonino Raspanti
Antonino Raspanti (ur. 20 czerwca 1959 w Alcamo) – włoski duchowny katolicki, biskup Acireale od 2011.

## Życiorys
Święcenia kapłańskie otrzymał 7 września 1982 i został inkardynowany do diecezji Trapani. Od 1984 był związany z wydziałem teologicznym w Palermo, gdzie wykładał historię duchowości. W latach 1999–2002 był wicerektorem, a w latach 2002-2009 rektorem tejże uczelni. Pracował także m.in. jako duszpasterz parafialny na terenie macierzystej diecezji oraz jako ojciec duchowny seminarium w Trapani.
26 lipca 2011 papież Benedykt XVI mianował go ordynariuszem diecezji Acireale. Sakry biskupiej udzielił mu 1 października 2011 arcybiskup Palermo - kard. Paolo Romeo. Od 26 września 2015 do 4 kwietnia 2016 był administratorem apostolskim archidiecezji Messina-Lipari-Santa Lucia del Mela. 